# Janina Luca
Janina Luca (n. 22 noiembrie 1986, Focșani) este o fostă handbalistă din România și fostă componentă a echipei naționale, care a evoluat pe postul de intermediar dreapta.  Ultimele echipe de club la care a jucat au fost CSM Ploiești și HCM Râmnicu Vâlcea.

## Biografie
Luca a început să joace handbal la Liceul cu Program Sportiv Focșani, cu profesorul Radu Georgescu. Ea a evoluat apoi la numeroase cluburi din România, precum CS Oltchim Râmnicu Vâlcea, HC Dunărea Brăila, CSM Ploiești sau CS Tomis Constanța.
Începând din sezonul competițional 2011-2012, Janina Luca a fost legitimată la CSM Ploiești, club cu care a semnat un contract pentru două sezoane.

## Palmares
Echipa națională
- Campionatul Mondial Universitar:
  -  Medalie de bronz: 2008

Club
- Cupa Challenge:
  - Semifinalistă: 2008